# Zeybek (Tanz)

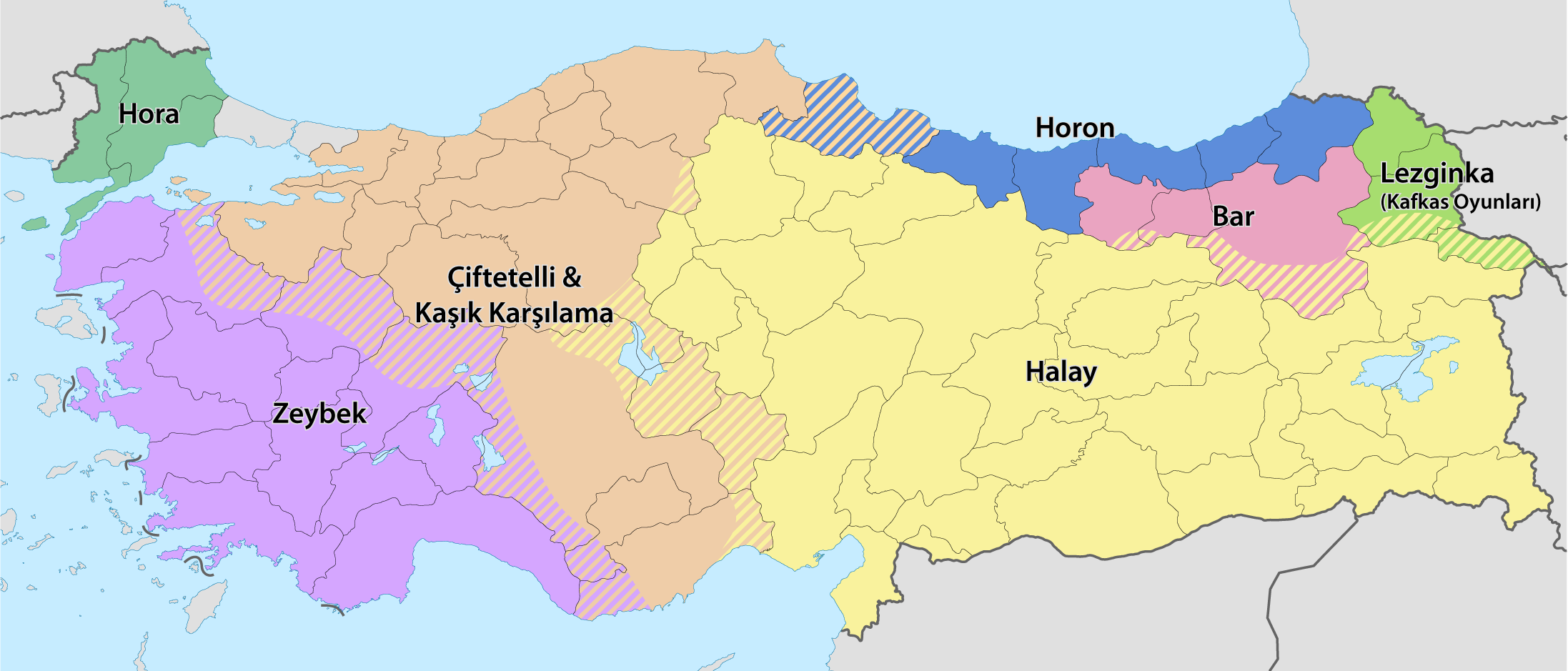
Die türkischen Volkstänze der Regionen:Zeybek

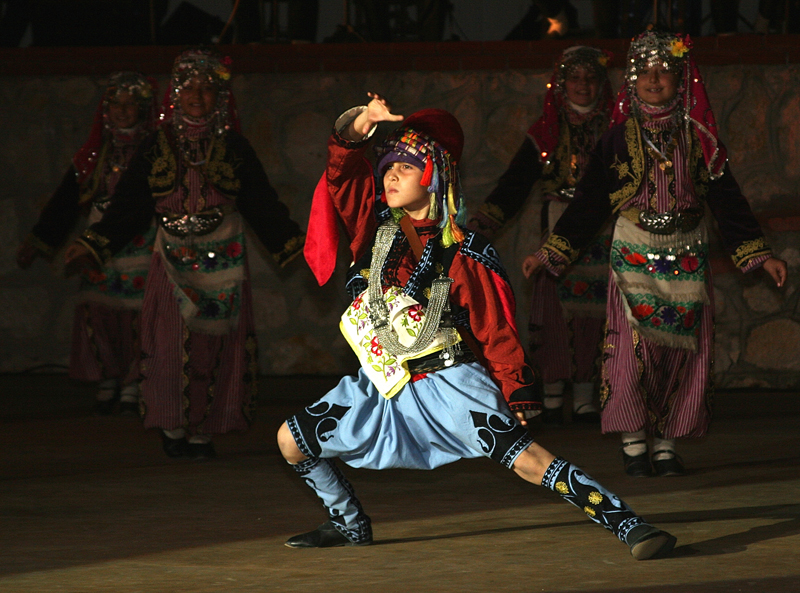
Zeybek tanzender Junge in traditioneller Kleidung

Der Zeybek ist ein türkischer Volkstanz, der größtenteils in der Ägäisregion und in der westlichen Mittelmeerregion getanzt wird. Der Tanz im 9/8-Takt wird in den Provinzen Afyon, Aydın, Antalya, Balıkesir, Burdur, Çanakkale, Denizli, Isparta, Izmir, Kütahya, Manisa, Muğla und Uşak getanzt. Die Bezeichnung ist von den Zeybeken abgeleitet, einem Kriegerstamm aus den Bergen der Ägäisregion. 
Bis in die 1940er Jahre war dieser Rhythmus auch noch in der Türkei sehr populär. Selbst Atatürk tanzte am 2. Februar 1938 einige Monate vor seinem Tod zum Zeybek, unter anderem den Sarı Zeybek. Der Zeybek hat vorgeschriebene Schrittfolgen. Es handelt sich um Einzel- oder Gruppentänze, wobei die einzelnen Tänzer unabhängig voneinander im Kreis langsame Bewegungen ausführen. Heute gibt es in der Türkei nur noch folkloristische Stücke mit Zeybek-Rhythmus. Der Zeybek ist weiterhin populär auf Beschneidungsfesten, Veranstaltungen und Hochzeiten. 
Es gibt zahlreiche Arten des Zeybek, welche Ähnlichkeiten aufweisen und wahrscheinlich einen gemeinsamen Ursprung haben. Die bekanntesten darunter sind Aydın Zeybeği, Tavas Zeybeği, Muğla Zeybeği, Harmandalı, Kerimoğlu Zeybeği,  Ibrahim Usta und Avşar Zeybeği.